# LIMD2
LIMD2 (англ. LIM domain containing 2) – білок, який кодується однойменним геном, розташованим у людей на 17-й хромосомі. Довжина поліпептидного ланцюга білка становить 127 амінокислот, а молекулярна маса — 14 070.
| 10         |  | 20         |  | 30         |  | 40         |  | 50         |
| ---------- |  | ---------- |  | ---------- |  | ---------- |  | ---------- |
| MFQAAGAAQA |  | TPSHDAKGGG |  | SSTVQRSKSF |  | SLRAQVKETC |  | AACQKTVYPM |
| ERLVADKLIF |  | HNSCFCCKHC |  | HTKLSLGSYA |  | ALHGEFYCKP |  | HFQQLFKSKG |
| NYDEGFGRKQ |  | HKELWAHKEV |  | DPGTKTA    |  |            |  |            |

A: Аланін

C: Цистеїн

D: Аспарагінова кислота

E: Глутамінова кислота

F: Фенілаланін

G: Гліцин

H: Гістидин

I: Ізолейцин

K: Лізин

L: Лейцин

M: Метіонін

N: Аспарагін

P: Пролін

Q: Глутамін

R: Аргінін

S: Серин

T: Треонін

V: Валін

W: Триптофан

Задіяний у такому біологічному процесі, як ацетилювання. 
Білок має сайт для зв'язування з іонами металів, іоном цинку. 
Локалізований у цитоплазмі, ядрі.